# اچ‌ام‌اس کاپیتان (۱۸۶۹)
اچ‌ام‌اس کاپیتان (۱۸۶۹) (به انگلیسی: HMS Captain (1869)) یک کشتی بود که طول آن ۳۲۰ فوت (۹۷٫۵۴ متر) بود. این کشتی در سال ۱۸۶۹ ساخته شد.